# 普雷斯頓鎮區 (伊利諾伊州里奇蘭縣)
普雷斯頓鎮區（英語：Preston Township）是位於美國伊利諾伊州里奇蘭縣的一個行政鎮區。

## 地方資料
根據2010年美國人口普查的數據，普雷斯頓鎮區的面積為107.60平方千米，當中陸地面積為105.50平方千米，而水域面積為2.10平方千米。當地共有人口1220人，而人口密度為每平方千米11.34人。